# Kalka Mail
Kalka Mail, heute auch Howrah-Delhi-Kalka-Express, ist einer der ältesten Fernverkehrszüge Indiens. Über 1714 Kilometer verbindet er den Bahnhof Howrah bei Kolkata mit Kalka, dem Ausgangspunkt der Schmalspurbahn Kalka-Shimla Railway.

## Geschichte
Die Verbindung wurde 1866 als East Indian Railway Mail zwischen Delhi und Kolkata eröffnet, 1891 wurde die Fahrtroute bis Kalka verlängert. Der Zug ist damit auch eine der ältesten noch betriebenen Zugverbindungen der Welt. Zur Zeit von Britisch-Indien reisten mit diesem Zug die Regierungsbeamten von der Hauptsitz der Kolonialverwaltung in Kolkata zum Sommersitz in Shimla.
Am 10. Juli 2011 entgleiste der mit etwa 1000 Fahrgästen besetzte Kalka Mail bei Malwan etwa zehn Kilometer nordwestlich von Fatehpur im Bundesstaat Uttar Pradesh. Der Unfall forderte 70 Tote und 153 Verletzte. Als Entgleisungsursache wird ein Schienenbruch vermutet.

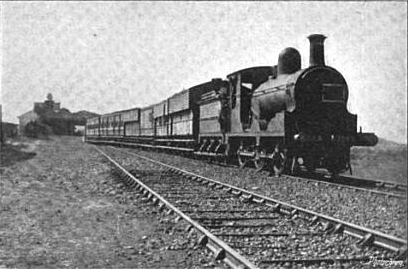
East Indian Railway Mail bei der Ausfahrt aus dem Bahnhof Kalka, ca. 1906
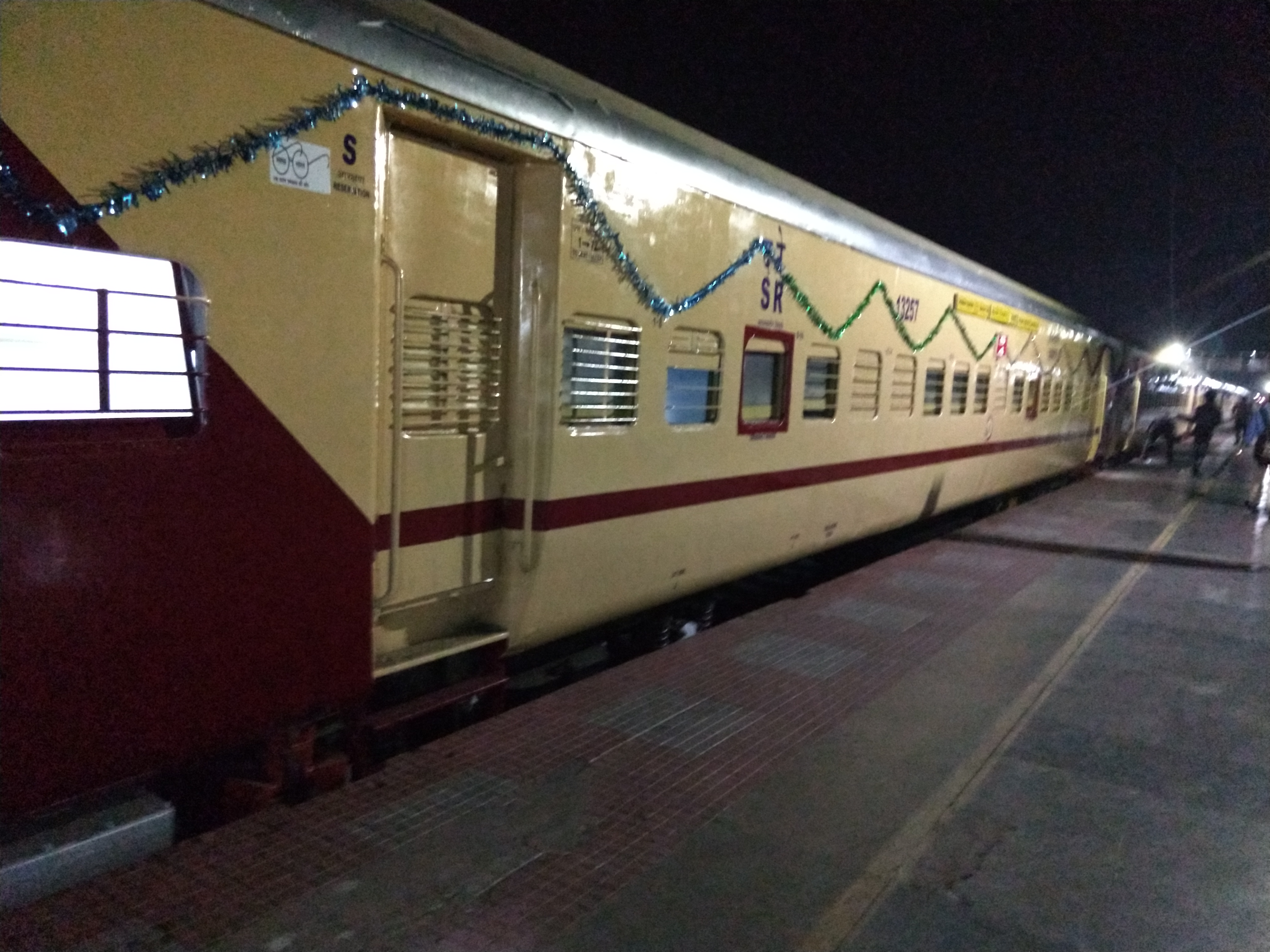
Utkrisht-Wagen

## Angebot im Fahrplan 2020
Im Fahrplan von 2020 bestand der Zug aus 24 modernisierten ICF-Wagen verschiedener Wagenklassen. Die Wagen durchliefen 2018 das उत्कृष्ट Utkrisht, deutsch ‚ausgezeichnet‘ genannte Modernisierungsprogramm, bei dem neue Toiletten und LED-Beleuchtung eingebaut wurden. Der Anstrich der von der Regionalgesellschaft Eastern Railway gestellten Wagen ist hellbeige mit einem kastanienbraunen Zierstreifen. Der Zug wurde mit einer WAP-7 aus dem Betriebswerk Howrah bespannt und verließ Kolkata täglich am Abend. Die Strecke bis Kalka wurde in 33 Stunden zurückgelegt – Kanpur wurde nach einer Nacht um die Mittagszeit erreicht, Delhi am Abend und Kalka nach einer weiteren Nacht am frühen Morgen. In umgekehrter Richtung verließ der Zug am Abend Kalka, traf am frühen Morgen in Delhi ein, erreichte am späten Mittag Kanpur und endete nach einer weiteren Nacht in Howrah.
Der Kalka Mail führte die folgenden Wagenklassen:
- First Class AC (1A): Schlafwagen mit 2- oder 4-Bett-Abteilen
- AC 2-tier sleeper (2A): Liegewagen mit 4er-Abteilen, zwei Liegeplätzen übereinander
- AC 3-tier sleeper (3A): Liegewagen mit 6er-Abteilen, zwei Liegeplätzen übereinander entlang des Seitenganges, drei Liegeplätzen übereinander in den Abteilen

- Sleeper Class (SL): Liegewagen mit 6er-Abteilen ohne Klimatisierung
- Second Seating (2S): Nicht klimatisierte Sitzwagen
- Unreserved (UR): Sitzwagen ohne reservierte Plätze

Im Gepäckwagen wurde ein Frauenabteil in der Wagenklasse Unreserved (UR) angeboten. Die komfortableren Wagenklassen waren gegen die Mitte des Zuges zu finden, wo die Fahrgäste besser vor Kollisionen geschützt sind.

Formation des Kalka Mails im Jahr 2020